# Thrombose coronaire
 Mise en garde médicale
La thrombose coronaire est une forme de thrombose affectant l'artère coronaire ou l'une de ses branches en aval, obstruant le réseau coronaire qui vascularise le cœur. Une telle thrombose provoque une ischémie du territoire vascularisé, pouvant rapidement mener à un infarctus du myocarde. Il s'agit donc d'une urgence vitale.
Elle se caractérise le plus souvent par une douleur aiguë dans la poitrine, d'apparition brutale, avec une sensation de compression ("comme un étau qui se resserre") et une difficulté à respirer (dyspnée). Bien souvent, la douleur se projette dans le bras gauche jusqu'au petit doigt par un mécanisme appelé douleur référée. Plus rarement, la douleur est plutôt dorsale, en arrière de l'omoplate.
C'est la cause d'un tiers des accidents cardiaques, et cela provoque 200 000 morts par an aux États-Unis. 
Le roi George VI est décédé de cette maladie, tout comme le philosophe Merleau-Ponty.